# Visual Kei
Visual Kei (яп. ヴィジュアル 系, відзюару кей, «Візуальний стиль», «Візуал Кей») — жанр японської музики, що виник на базі японського року у результаті змішання його з глем-роком, металом і панк-роком у 1980-х роках. Так називається напрям в японській рок-музиці, що виділяється використанням макіяжу, складних зачісок, яскравих костюмів і часто андрогінної естетики.
Засновниками даного стилю в Японії були такі гурти, як X Japan, BUCK-TICK, Luna Sea, Malice Mizer, Dir en Grey та інші, великий вплив на які надали західні глем-рок-гурти. Суть стилю Visual Kei полягає в тому, щоб донести частину душі і свого таланту не тільки через музику, а й через зовнішній вигляд: музика і зовнішній вигляд об'єднуються і несуть загальний зміст, шокуючи і залучаючи таким чином слухачів. Центральне місце в естетиці Visual kei займає андрогинний ідеал людини. На думку японців, фемінний чоловік, що користується макіяжем — дамський угодник. Навколо Visual Kei сформувалася субкультура, рушійною силою якої стало ядро фанаток гуртів цього напрямку, які використовували імідж улюблених музикантів: у більшості своїй — чоловіків, які, у свою чергу, використовували жіночі макіяж і одяг.

## Історія
Це є свого роду справжній культруний феномену 1980-х у Японії за допомогою таких гуртів, як X Japan, D'Erlanger, Buck-Tick і Color. У 1990-х Visual Kei став  ще більше популярний у Японії, і це було пов'язано з рекордною кількістю продажів популярних груп того часу: X Japan, Glay і Luna Sea, Dir en Grey. Радикальні зміни в образах груп тільки збільшили їх популярність. В кінці 90-х років інтерес до віжуал кею почав повільно знижуватися, і X Japan розпалась. Деякі гурти у 2007 році Visual Kei виконавці повернулася у зв'язку з поновленням X Japan і Luna Sea намагаючись відновити те, що було описано в засобах масової інформації, як Neo Visual Kei.
Після повернення культових виконавців, з'явилися і нові Visual Kei гурти, такі як: Versailles, Nightmare, The Gazette.

## Особливості зовнішності та естетики

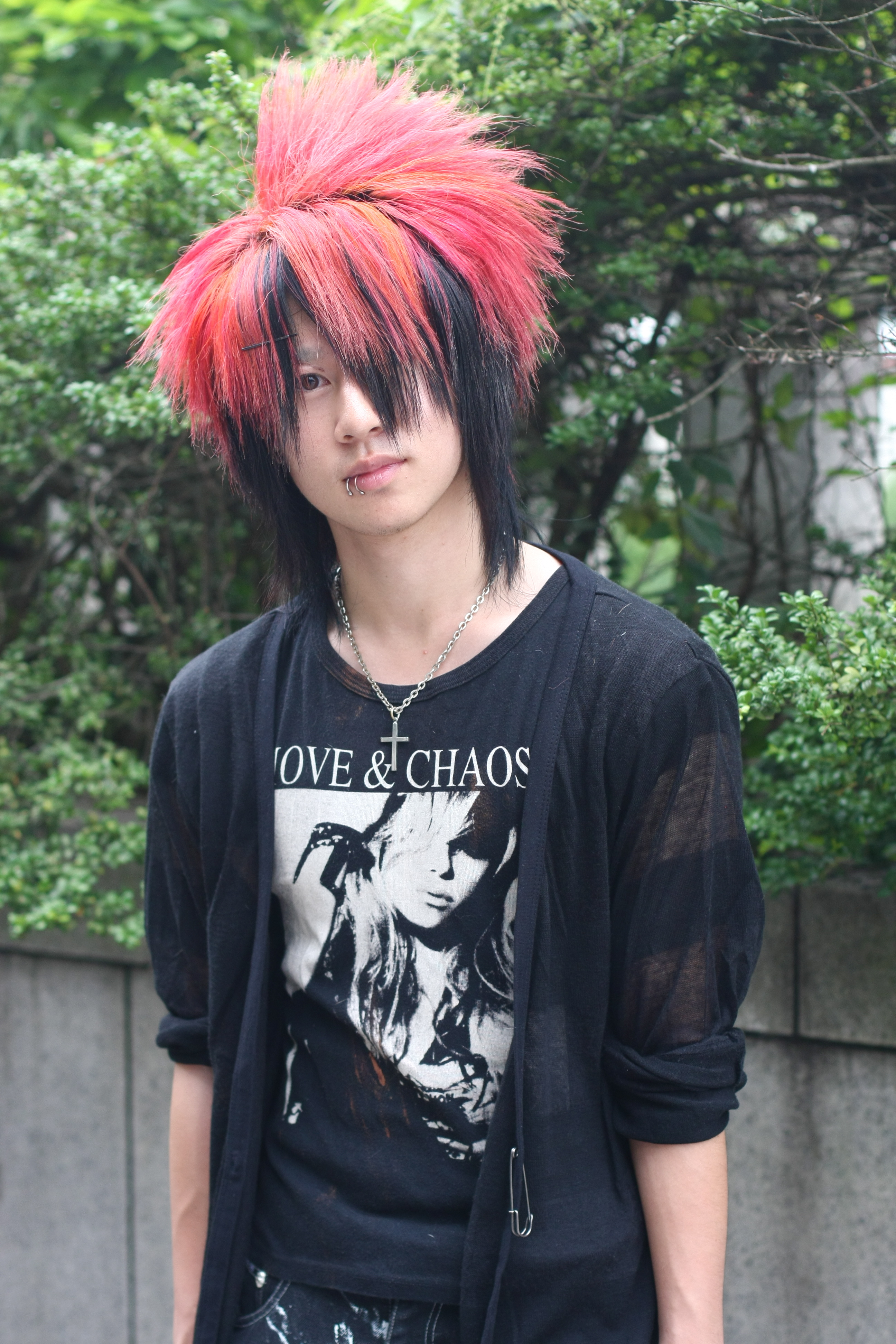
Шанувальник стилю віжуал кей у Токіо

Спочатку зовнішній образ ніс характер епатажу. Так, X Japan носили надвисокі фарбовані в червоний колір ірокези. Але з появою колективу Malice Mizer у моду стала входити жіночність. Оскільки в японському театрі кабукі роль жінок переважно грали чоловіки, то поступово чоловіча жіночність стала дуже популярна в Японії. Так м'яка, жіночна зовнішність багатьох виконавців Віжуал кея стала основним принципом зовнішності японських рок-музикантів, що потім було культивовано у напрямку Осяре Кей, найпопулярнішого серед дівчат. У напрямку Наґойя Кей, навпаки, основний акцент робиться на епатаж та шокування слухачів. Особливо в цьому жанрі відома група cali≠gari, яка незабаром стала основоположником ероґуро-руху. А от Коте кей  базується на ідеалі 90-років, в основному через образи музикантів звеличується похмурість та готичні ідеали краси, музиканти продовжують фарбувати волосся в неприродні кольори і рясно використовувати фетиш естетику. Також в деяких напрямах ВКЕЙ стилістики є елементи готики,романтизму та яскраво вираженому маньєризму який сильно демонструється гуртами Malice Mizer,Moi Dix Moi's, Versalies, Schwartz Stein та модних домів таких як Moi Meme Motie та інші. Також візуальні образи деяких гуртів відсилають до моди США 1920-30х років, наприклад як в An Cafe,Golden Bomber(Іноді),Dadaroma(Іноді) тощо.Мушу зазначити що окрім вище сказаних стилістик та візуалів є ще віддільна гілка VKEI індустрії в готичній та неокласичній стилістиці,такими гуртами є Moi Dix Moi's, Versalies,Vampire Rose,Glamscure тощо.У цей час більшість музикантів використовує Віжуал кей для більшого втілення ідеї своєї творчості та її свободи: 
| Для мене, це щось більше ніж виступати у гримі. Група, у якій я грав навчаючись у школі, не мала нічого спільного з Visual Kei. Приблизно в той самий час я побачив статтю в журналі, у якій хтось із виконавців, яких відносять до Visual Kei, говорив: «Ми хочемо, щоб нас цінували за нашу музику». Тоді я подумав: «Якщо вони так думають, тоді навіщо використовують макіяж?» Коли ж я почав грати в Visual Kei групі, я дуже добре зрозумів, про що говорили ті виконавці, але я також зрозумів, що почуття звичайного слухача далекі від подібних думок. Так що тепер Megamasso виступають у гримі, і наш зовнішній вигляд підкреслює те, що ми робимо так, як нам подобається, і будемо продовжувати працювати в тому ж напрямку.[16] Ryouhei з Megamasso |
| Я ношу сукні тому, що традиційно жінки носять сукні, а чоловіки штани. Мені не подобаються такі традиції. Я думаю, що це чудово, якщо літній чоловік носить сукню. Якщо він хоче носити її, то добре, нехай носить. Будь-яка людина повинна мати можливість носити те, що вона хоче, і, одягаючи сукню, я показую світу, що це можливо. Я хочу стати для людей приводом, який дозволить сказати — "О! Та він носить сукню! Може це зручно? Треба спробувати ". Для цього я ношу сукні і виступаю ..[17] відомий співак Kaya |

## Індустрія Visual Kei
Рух Visual Kei створив цілу галузь, в тому числі звукозаписну, спеціалізовану на профілі для ЗМІ, а також, для виробників одягу і реквізиту.
У ЗМІ найбільш відомими журналами такої направленості є: The Cure, SHOXX і Zy. Першим бувCure (яп. オフィシャル) присвячений початківцям, нової поп-смуги, андеграунду, або просто інді-групам. SHOXX, на відміну від Cure, описує усе різноманіття Visual Kei сцени. Слід також відзначити, що журнал Zy (повна назва «Zy [зи:] стилізований під спільноту Rock Magazine») виробляється компанією «Zy / Starchild». Є журнали, які представляють навіть топ-лист популярних пісень Visual Kei. Gothic & Lolita Bible це журнал, який приділяє належну увагу Visual Kei сцені, будучи провідним постачальником Lolita, — Субкультури, яка приєдналася до цього руху. Цілі компанії були створені дизайнерами костюмів та аксесуарів, так як вони також мають важливе значення в індустрії Visual Kei. Загалом, кожна компанія має свою власну аудиторію для розповсюдження товару. Отже, ми маємо 'Динамічну систему', що належать колишнім членом Blam мед, Rena, друзі, які бачили групу Ману, Koji Кай, і Мако. Інша компанія «Death Trap-ID», спеціалізується на жіночому одязі і її клієнтами є:. Versailles, hitsuzen, CISAC і Gackt. Вони художнього жанру, які часто наслідують стиль Харадзюку. Деякі групи у цьому напрямку, наприклад, An Cafe і Zoro, спочатку самовизначалися як «Decora kei», що свідчить про приналежність до руху Kei, а також і Fruts.
Перший лейбл, що спеціалізувався виключно на Visual Kei, «Free-Will», відкрився в 1986 році. Він був створений відомим музикантом першої хвилі Visual Kei Tommy Dynamite і спочатку був створений цілком у цілях групи COLOR. Пізніше, разом з великим King Records та іншими, була створена серію лейблів, з якими записувалися відомі групи, такі як The Gazette, Krra, SuG, та інші. Але репутація Томмі впала в зв'язку з його арештом, пов'язаним із звинуваченнями у шахрайстві на 324 мільйони ієн ($ 2,8 млн). На додаток до цих «гігантів», інша частина сцени взяла віжуальні незалежні групи, в тому числі «Under Code Production», яка вважалася найбільш важливою для інді-сцени, SpeedDisk і «Anarchist Records», що належать до стилю Kenji із гуртом Anti Feminism. Досягнуте таким же успіхом і популярністю команд, які зазвичай підписують контракти з великими серйозними лейблами (Sony Music, EMI Music Japan, та іншими).
Основні моменти були представлені на Hide Memorial Summit, дводенному концерті, присвяченому десятій річниці із дня смерті гітариста hide, що відбулися 3 і 4 травня 2008 року у Токіо і на V-Rock Festival '09, що відбувся в Токіо 24 і 25 жовтня 2009 року, зібравши найпопулярніших Visual Kei виконавців Японії, на якому також був присутній Marilyn Manson. Також були проведені заходи, присвячені моді компаній, що виробляють одяг для Visual Kei артистів.

## Популярність

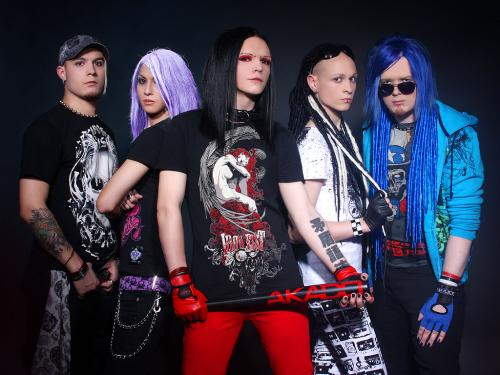
AKADO

Популярність Visual Kei за кордоном викликала бажання розвивати цей напрямок у музикантів інших країн. У цей час кількість таких груп зростає, є подібні групи навіть в Казахстані, протке за межами Японії цей жанр досі залишається слабо поширеним. Також цими групами заперечується приналежність до віжуалів. Не слід плутати групи європейського пост глему, а також групи модерн металу та пост-хардкору із «західним Visual Kei», оскільки стиль цих груп має європейське коріння, ідеали краси та витоки виникнення. Більшість західних груп під впливом Visual Kei з'явилися у Франції та США, але найвідоміші наступні гурти:
- Мерілін Менсон — друг hide, який використовував елементи Visual на ранніх етапах своєї кар'єри. Виступав на меморіалі пам'яті hide. Лідер американського індастріал-метал гурту Marilyn Manson. Також виступив на широкомасштабному фестивалі V-ROCK 2009 в Токіо[19].
- Shoker Stalin — аргентинський металкор гурт, виступаючий в образі Nagoya kei. Вважають Lynch своїми кумирами та відзначають їх вплив у своїй творчості. Називають свій напрямок «visualcore».
- Cinema Bizarre — молода німецька поп-рок група. Добилася популярності використовуючи елементи Віжуал Кей, які було неоднозначно прийняті прихильниками цього напрямку — від захоплення гуртом до повного неприйняття колективу.
- Akado та Ange Noir — російські рок-групи на образ яких вплинув Visual Kei. Перші грають альтернативний метал та позиціонують свою стилістику як «Intelligent Visual Rock», другі працюють в стилі готик-рок.
- Dead Eyes, та Klepsydra — які копіюють віжуал кей, співають кавер-пісні відомих японських ґуртів подібноґо жанру, а також власні, англійською, японською, українською та російською мовами.

### Visual kei у СНД
Зростаюча популярність Visual Kei у світі, сприяла популяризації жанру зокрема і в Росії, що мала величезну публіку анімешників і отаку, куди японські виконавці почали часто приїздити. Починаючи з кінця 2009 року D'espairsRay, MIYAVI, Girugämesh, An Cafe, Mucc і слідом за ними Versailles, Oz і Dir en Grey відвідали її у межах своїх турів.
Також молодші Visual Kei групи почали виступати в країнах колишньої СНД. Групи OROCHI і GUILD змогли відвідати Україну і Білорусь в 2010—2011-х роках. Одним з перших в Україні був співак Tesya, у 2011 році. За ним були GOTHIKA (у Дніпрі, Харкові і Києві). Також у Києві виступив японський дует LIX, у якому один з солістів народився в Україні.
У 2014 році вперше Україну відвідав японський візуальний співак Sana. у 2014 році розпочався його сольний Європейський тур «SUNESTETHIA EU TOUR», в рамках якого він відвідав і Україну. У квітні 2014 року, за маршрутом свого музичного туру «SUNESTETHIA EU TOUR» відвідав низку українських міст, а саме: Донецьк, Одесу, Харків, Луганськ, Дніпро, Київ, не зважаючи на загальну нестабільну ситуацію в Україні. На своїй офіційній сторінці, після виступу в Луганську, він повідомив, що сподівається, що в Україні усе налагодиться, а також, що він буде молитися за мир в Україні. Також в Україну приїздив співак Satsuki (ex-Rentrer en Soi), і декілька разів — візуальний електронний рок-дует Doukoku.
В Україні, на хвилі підвищення популярності японського року в СНД, почали з'являтися власні гурти в стилі віжуал кей. Яскравим прикладом є кавер-гурт Dead Eyes, який зазвичай виступає на розігріві під час виступів японських гостей та на різноманітних аніме-вечірках, а також інколи дає власні концерти.

## Стилі
Деякі тенденції в Visual Kei:
- Angura Kei
- Eroguro
- Nagoya Kei
- Oshare Kei
- Лоліта
- Koteosa Kei
- Akamoji-Kei
- Shibuya Kei
- Casual Kei
- Fairy Kei
- Dolly Kei
- Party Kei

## Віжуал Кей в Україні як музичний жанр
В Україні Віжуал Кей не є дуже популярним жанром ,в освному він популярний серед підлітків ,але є відомі та не відомі проєкт в цьому жанрі на нашій батьківщині,Deddo Aisu це український кавер гурт на Віжуал Кей основі ,також вони випускали кілька синглів та активні з 2017(?) року.